# Nostos (film)
Pour plus de détails, voir Fiche technique et Distribution.
Nostos est un documentaire français réalisé par Sandrine Dumas et sorti en 2017.

## Fiche technique
- Titre : Nostos
- Réalisation : Sandrine Dumas
- Scénario : Sandrine Dumas
- Photographie : Stelios Apostolopoulos
- Montage : Barbara Bascou
- Son : Raphaël Girardot et Aris Kafentzis (mixage)
- Musique : Delphine Ciampi
- Production : Pio & Co
- Pays de production :  France
- Distribution : Saint-André-des-Arts
- Durée : 83 minutes
- Date de sortie : France - 19 avril 2017[1]

## Sélections
- Thessaloniki Documentary Festival 2016[2]